# Били Боунс
Били Боунс (на английски: Billy Bones) е измислен литературен персонаж, създаден от шотландския писател Робърт Луис Стивънсън за романа му от 1883 г. „Островът на съкровищата“.
Боунс е страховит пират, част от екипажа на легендарния пиратски главатар Флинт. Той притежава карта на заровеното съкровище на покойния главорез, която попада в ръцете на младежа Джим Хокинс. Картата отвежда Хокинс на екзотичен остров, където група авантюристи и старият екипаж на Флинт, воден от коварния Джон Силвър, се впускат в търсене на несметното богатство.

## ВОстровът на съкровищата(1883)

### Биография
Персонажът на Били Боунс присъства активно само в първата част на романа, озаглавена „Старият пират“. Тя започва със спомените на главното действащо лице Джим Хокинс, който си спомня за пристигането на Боунс в странноприемницата „Адмирал Бенбоу“, държана от бащата на Джим. Предната сутрин пощенска кола оставя странника в „Ройъл Джордж“. Новопристигналият решава да установи в близката кръчма, разположена до брега, която няма особено много клиенти. Държи да го наричат просто Капитана, като не издава истинското си име. Със себе си мистериозният гост носи морски сандък, возен от човек с ръчна количка.
Новопристигналият се държи потайно, сякаш се опитва да се крие от някой. Дори започва да дава по едно сребърно петаче на Джим Хокинс, за да си отваря очите за моряк с един крак. Сутринта Капитана прекарва на скалите на залива с месинговия си далекоглед в ръката, а вечерта се отдава на пиянство, пеене на стари моряшки песни и разказване на страни истории, които едновременно ужасяват и привличат посетителите. Боунс остава по-дълго отколкото очаква съдържателите на странноприемницата и парите на старецът свършват. Скоро здравето на г-н Хокинс е сериозно разклатено, заради грубото държане на Капитана, и д-р Ливси започва да преглежда болния. Една вечер между Ливси и грубият гост изникват противоречия. Възпитаният мъж заплашва Боунс, че ако продължава с това непристойно държание ще увисне на въжето.
През една януарска сутрин Боунс е посетен от мистериозен непознат с прякор Черното куче, който твърди, че е стар другар на Бил. Капитана сякаш вижда дявола или някой дух в лицето на непознатия. Двамата сядат на една маса, на която провеждат кратък и разгорещен разговор. В края на беседата Боунс избухва, събаря масата и стола и се нахвърля на госта. Разбойниците се вкопчват в дуел със саби. Черното куче побягва ранен, а капитана припада на пода. В този момент се появява д-р Ливси, който успокоява Джим и майка му, които си мислят, че мъжът е мъртъв. Боунс е получил удар и незабавно му е пусната кръв. В операцията асистира Хокинс. Под раздрания ръкав момчето забелязва тутаировките на моряка, сред които е написано името Били Боунс. След като разбойникът се съвзема, доктор Ливси започва да се обръща с това име към него. Морякът твърди, че не се казва така. Лекарят съветва старецът да спре със злоупотребата с алкохола, ако му е мил живота. Естествено Боунс не се вслушва в съвета му и убеждава на другия ден Джим да му донесе ром.
Болният пияница изпитва известни симпатии към Хокинс и го смята за единствената личност, на която може да има пълно доверие. В унес от лекарство, пиратът признава на момчето, че е преследван от група главорези наречени от него „старият екипаж на Флинт“, които искат моряшкия му сандък. Нататък Боунс говори за някакъв капитан Флинт, при който бил помощни-капитан. Този Флинт, докато умирал в Савана, дал единствено на Бил нещо си и сега само старецът знаел къде е мястото му. Морският вълк кара Джим да се закълне, че ако получи „черният знак“ – някаква тайна призовка – веднага ще отиде да повика доктора и разните там съдии, за да арестуват екипажа на Флинт.
Същата вечер в дома се случва трагедия – умира г-н Хокинс и шокираният Джим бързо забравя за историята на Капитана. Въпреки тъжното време, Боунс продължава да се налива с алкохол. В тези дни състоянието на пияницата става от лошо по-лошо: В деня след погребението, пиратът е навестен от отблъскващ и сляп просяк на име Пю, който грубо скланя Джим да го съпроводи до неговия стар приятел Бил. Капитана е шокиран от появата на слепеца. Пю прехвърля нещо от своята ръка в тази на Боунс, след което набързо напуска таверната. Морякът поглежда оставения предмет и възкликва, че му остават шест часа, в които се надява да успеят да ги наредят. Това са последните думи на Капитана. След тях той става и се сгромолясва на пода мъртъв.
Едва след смъртта на Боунс, Хокинс осъзнава, че починалият е бил известен пират, всяващ ужас в селяните от близкото село. Смелото момче взима старите книжа на Капитана от морския му сандък и занася интересните писаници на доктор Ливси и скуайър Трелони. Джентълмените откриват, че това е карта на заровено съкровище. Трелони незабавно организира пътуване до екзотичния остров, където се крие имането. В пътуването се присъединява и харизматичен еднокрак готвач на име Дългия Джон Силвър, който впоследствие се оказва същия моряк с един крак, от който Боунс е берял най-много страх. Силвър води със себе си и старата дружина на Флинт, внедрили се в екипажа на „Испаньола“ – корабът, с който авантюристите поемат към Острова на съкровищата, – за да се докопа до богатството на известния пиратски главатар.

### Основна характеристика
Били Боунс е първият от редицата пирати, с които произведението на Стивънсън ни среща по-нататък. В много отношения той служи като шаблон за останалата част от морските разбойници и показва на читателя накъде ще се развива по-нататъшният сюжет. Подобно на своите морски другари, Боунс е груб и циничен човек, силно пристрастен към алкохола. Повечето хора, било обикновени или пирати, изпитват голям страх към навъсения старец. В същото време Капитана е и харизматична личност, която пленява хората със своите истории за страшни морски приключения. Хокинс също изпитва страх, но и известна доза съжаление, към пияницата. От друга страна най-големият страх на Боунс е Дългия Джон Силвър.
Във времето прекарано в странноприемницата „Адмирал Бенбоу“, старият моряк се проявява като груб и необщителен човек, имащ сериозни проблеми с алкохола, които в крайна сметка го докарват до гроба. Странникът е потаен и мнителен към повечето посетители на странноприемницата, и най-вече към моряците. Вечерта, почерпен добре с алкохол, Боунс става раздразнителен и шумен. Припява моряшки песни и разказва страшни истории, които едновременно привличат и отблъскват клиентите. В тези моменти старецът се откроява като изключително обидчива личност, която не понася някой да му противоречи и е готов да скочи върху всеки. Раздразнителният му характер най-много се откроява в първата му среща с доктор Ливси.
Често изпълнявана от Боунс песен е старата моряшка песен „Петнайсет души в ковчега на мъртвеца“, която прокънтява из залива още с пристигането на странника. Този моряшки химно го придружава до края на живота му, въпреки че в последните си дни, Капитана ненадейно подхваща стара селска любовна песен, която вероятно знае от младините си.
Любимото питие на Боунс е ромът, който твърди, че много пъти спасявал живота му и е всичко за него. Старият моряк дотолкова е пристрастен към тази напитка, че когато Ливси му забранява да припарва до нея, за да не получи втори инсулт, мъжът няма сили да изпълни молбата му. Без алкохол той не може да се държи спокойно, ръцете му треперят и съвестта го измъчва; започва да се припомня кошмари от предишния живот, вижда самия Флинт. В края на живота си Боунс става по-раздразнителен и нападателен към околните. Болният се затваря и вглъбява в себе си. Веднага след срещата с Пю, Били Боунс умира от силна апоплексия.

### Външен вид
Джим Хокинс дава описание на стария пират в самото начало на историята си:
| „ | Тромав, висок и як мъж, притежаващ ореховокафяв тен. Смолисточерната му плитка се спуска по гърба му. Носи мръсна синя дреха. Ръцете му са космати, целите в белези с черни изпочупени нокти. По едната му буза се спуска саблен белег с тъмносинкавобял цвят. | “ |

По-голяма информация относно облеклото на Капитана следват по-нататък в описанието на Хокинс:
| „ | През всичкото време, в което Капитана пребиваваше в нашия хан, той не сметни дрехите си. Единствено купи чифт чорапи от един амбулантен търговец. Единия край на шапката му увисна и от този ден той си остана така, въпреки че му пречеше, когато вятъра духаше. Палтото му беше станало цялото в кръпки, които кърпеше горе в стаята си. | “ |

Хокинс прави едно сравнение между грубият моряк и елегантния и възпитан д-р Ливси, в което определя Боунс като „мръсно, тромаво, пиратско плашило с помътнели очи“.
Подобно на повечето пирати, Капитана притежава редица татуировки. Част от тях са разкрити, когато доктор Ливси и Джим разкъсват ръкава на Боунс, за да му пуснат кръв, след като старецът е получил удар от прекомерната употреба на ром. Джим описва:
| „ | Жилестата му ръка беше татуирана на няколко места. Много грижливо и ясно бяха изписани на ръката надписи до лакътя: „Ето щастието“, „Попътен вятър“ и „Мечтата на Били Боунс“. Близо до рамото бе скицирана една бесилка, на която виси човек. | “ |

## Превъплъщения

### В киното
- Харшъл Майоу – „Островът на съкровищата“ (1918)
- Ал У. Филсън – „Островът на съкровищата“ (1920)
- Лайнъл Баримор – „Островът на съкровищата“ (1934)
- Николай Черкасов – „Островът на съкровищата“ (1937)
- Финли Къри – „Островът на съкровищата“ (1950)
- Хитоши Такаджи (озвучава) – „Dōbutsu Takarajima“ (1971)
- Казис Виткус – „Островът на съкровищата“ (1971)
- Лайнъл Стандър – „Островът на съкровищата“ (1972)
- Виктор Андриенко (озвучава) – „Островът на съкровищата“ (1988)
- Били Конъли – „Мъпетският остров на съкровищата“ (1996)
- Патрик Бърджин – „Островът на съкровищата“ (1999)
- Патрик Макгуън (озвучава) – „Планетата на съкровищата“ (2002)
- Джъстин Джоунс – „Пиратите от Острова на съкровищата“ (2006)
- Кристиан Редъл – „Островът на съкровищата“ (2007)

### В телевизията
- Ърнес Бъроу – „Островът на съкровищата“ (1951)
- Албърт Декър – „Студио 1“ (1948 – 58), епизод „Островът на съкровищата“ (1952)
- Роналд Рад – „Островът на съкровищата“ (1957)
- Олаф Пули – „Приключенията на Бен Ган“ (1958)
- Борис Карлоф – „The DuPont Show of the Month“, епизод „Островът на съкровищата“ (1960)
- Джак Уотсън – „Островът на съкровищата“ (1977)
- Леонид Марков – „Островът на съкровищата“ (1982)
- Норман Росингтън – „Островът на съкровищата“ (1977)
- Ърнест Боргнайн – „Островът на съкровищата в космоса“ (1987)
- Оливър Рийд – „Островът на съкровищата“ (1990)
- Майкъл Елфик – „Островът на съкровищата“ (1995)
- Клиф Стивънс – „Wishbone“ (1995 – 98), епизод „Salty Dog“ (1998)
- Дейвид Хеърууд – „Островът на съкровищата“ (2012)
- Том Хупър – „Черни платна“ (2015)